# Llauro
Llauro (katalanisch Llauró) ist ein Ort und eine südfranzösische Gemeinde mit 314 Einwohnern (Stand: 1. Januar 2022) im Département Pyrénées-Orientales in der Region Okzitanien.

## Lage
Der Ort Llauro liegt in einer Höhe von ca. 310 bis 335 m ü. d. M. in den nordöstlichen Ausläufern der Pyrenäen und ist etwa 25 km (Fahrtstrecke) in südöstlicher Richtung von Perpignan entfernt.

## Bevölkerungsentwicklung
| Jahr      | 1800 | 1851 | 1901 | 1954 | 1968 | 1999 | 2012 |
| Einwohner | 238  | 325  | 328  | 181  | 205  | 270  | 316  |

Die Reblauskrise im Weinbau und der Verlust an Arbeitsplätzen durch die Mechanisierung der Landwirtschaft führten im 20. Jahrhundert zu einem Rückgang der Einwohnerzahlen – ein Trend, der sich in den letzten Jahrzehnten wegen der relativen Nähe zur Großstadt Perpignan allmählich wieder umkehrte. 

## Wirtschaft
Traditionell lebten die Einwohner als Selbstversorger von den Erträgen ihrer (Wein-)Felder und von ein wenig Viehzucht (Schafe, Ziegen, Hühner). Im 19. Jahrhundert wurde verstärkt Naturkork geschält, aus welchem Flaschenkorken hergestellt wurden; diese Tradition verschwand jedoch sukzessive seit der Mitte des 20. Jahrhunderts. Die heutzutage auf dem Gemeindegebiet produzierten Weine werden über diverse Appellationen vermarktet. Seit der Mitte des 20. Jahrhunderts sind Einnahmen aus dem Tourismus in Form der Vermietung von Ferienwohnungen (gîtes) hinzugekommen.

## Geschichte

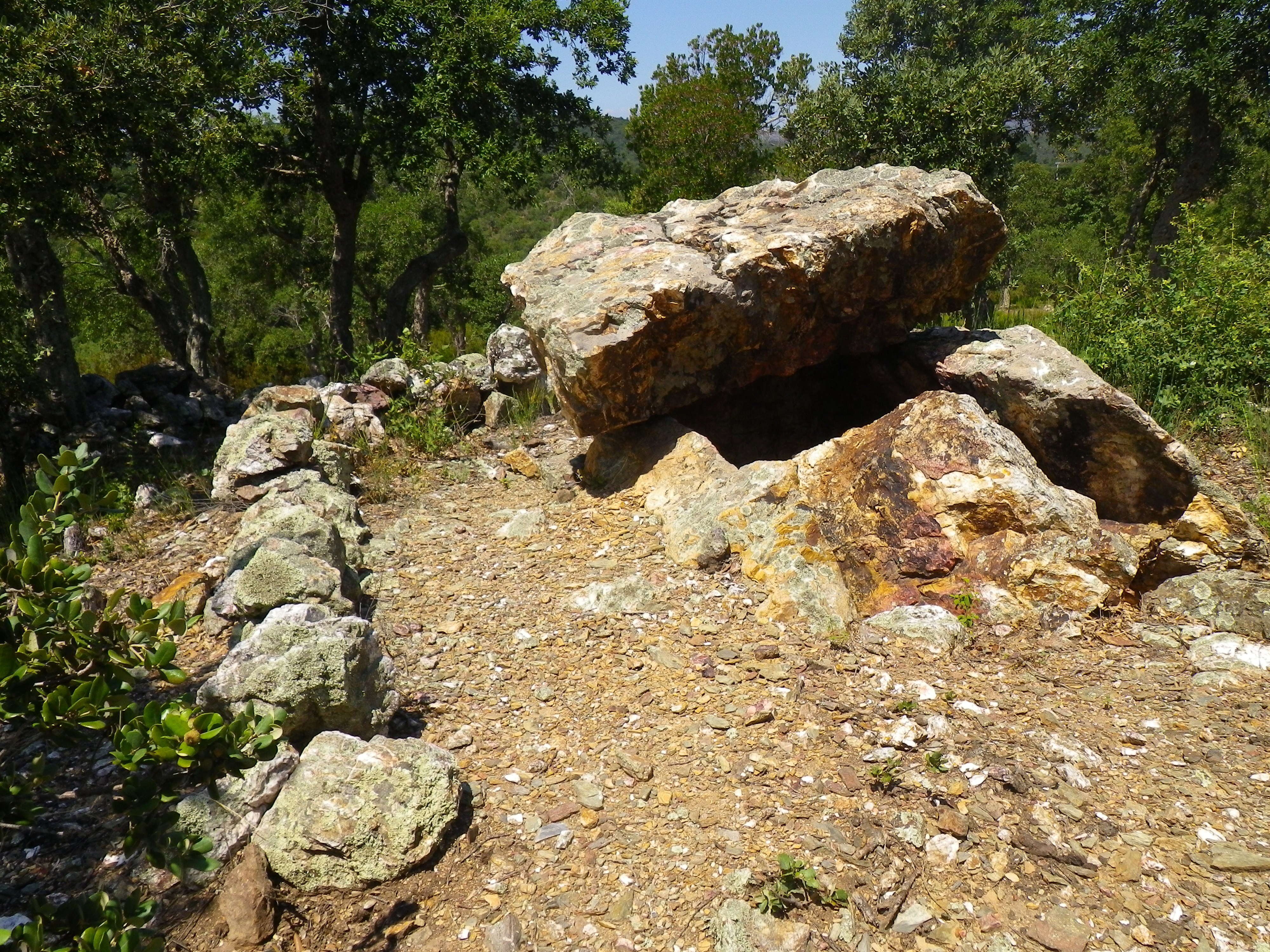
Dolmen Cabana del Moro

Die Existenz zweier Dolmen verweist auf eine jungsteinzeitliche Besiedlung; dagegen haben Kelten, Römer, Westgoten und Mauren keine Spuren auf dem Gemeindegebiet hinterlassen. Die erste gesicherte Erwähnung des Ortsnamens Villa Laurosone stammt aus dem Jahr 814; im 12. Jahrhundert erscheint erstmals die moderne Form Llauró. Im Jahr 1273 erwarben die Einwohner von Llauro den Ort und alle Rechte von den Erben ihres bisherigen Grundherrn (seigneur) Beranger von Céret und begaben sich unter die Grundherrschaft des Infanten Jaume, dem zukünftigen König von Mallorca.

## Sehenswürdigkeiten

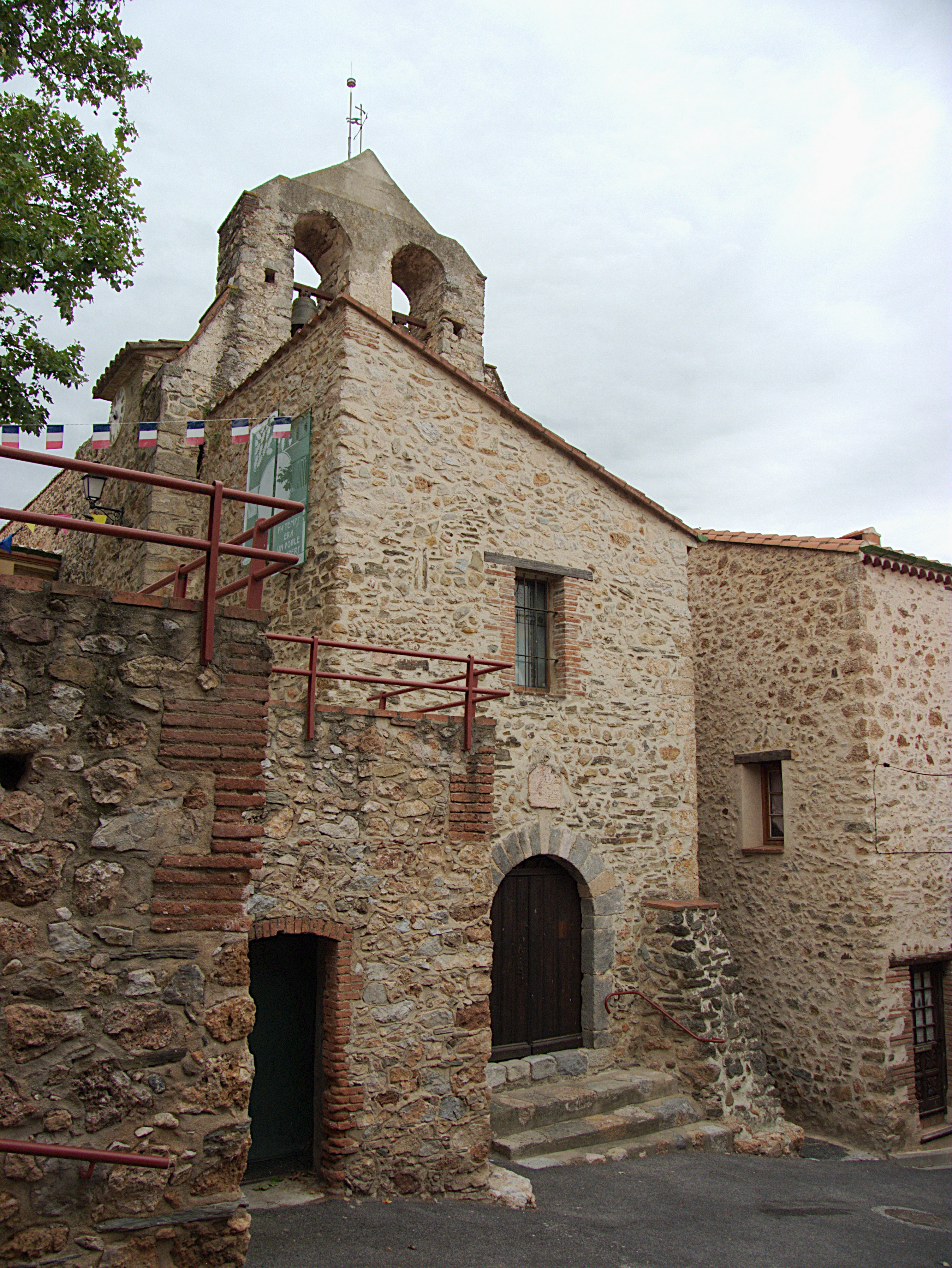
Kirche Saint-Martin

- Die mit einem Glockengiebel (clocher mur oder espadanya) versehene und dem heiligen Martin von Tours geweihte Pfarrkirche Saint-Martin stammt aus romanischer Zeit, wurde jedoch in den folgenden Jahrhunderten immer wieder umgestaltet. Der Eingang befindet sich in einem hausartigen Vorbau. Das Innere der Kirche ist einschiffig und tonnengewölbt. Die Apsis birgt ein barockes Altarretabel aus dem 18. Jahrhundert; eine Christusfigur wird dem 12. Jahrhundert zugerechnet.

Umgebung
- Der Dolmen Cabana del Moro befindet sich in einem Waldstück etwa auf halber Entfernung (42° 33′ 10″ N, 2° 45′ 3″ O) zum Nachbarort Tordères.
- Die Reste des Dolmens Serrat de Galuert (42° 32′ 11″ N, 2° 44′ 30″ O) liegen hingegen südwestlich des Ortes.